# Campeonato Mundial de Ciclocrós de 2013

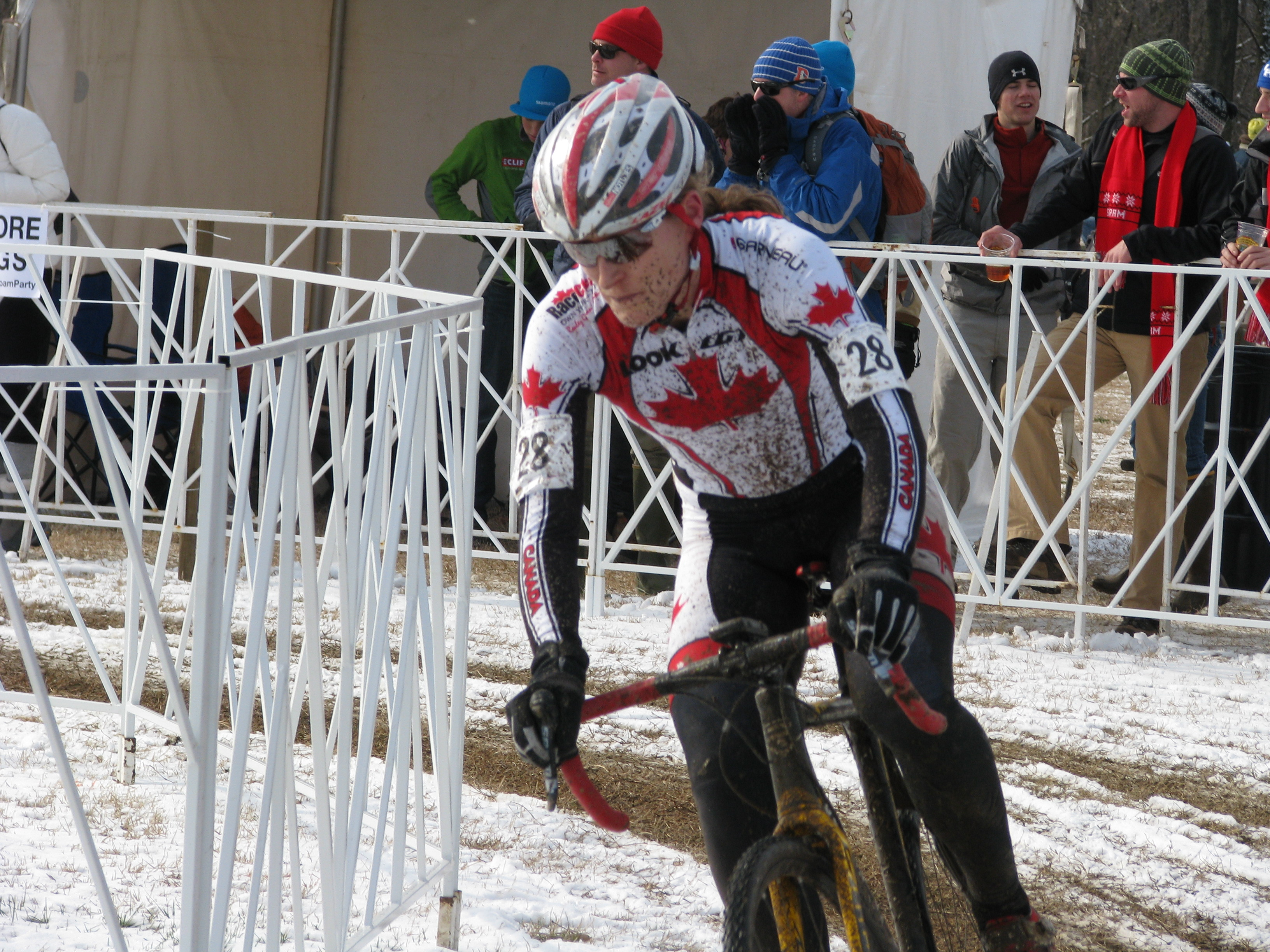
Mical Dyck de Canadá en el Campeonato Mundial de Ciclocross en Louisville, Kentucky, EE. UU.

El LXIV Campeonato Mundial de Ciclocrós se celebró en Louisville (Estados Unidos) el 2 de febrero de 2013 bajo la organización de la Unión Ciclista Internacional (UCI) y la Federación Estadounidense de Ciclismo.

## Medallistas
| Evento    | Oro                         | Plata                            | Bronce                           |
| --------- | --------------------------- | -------------------------------- | -------------------------------- |
| Masculino | Sven Nys · Bélgica          | Klaas Vantornout · Bélgica       | Lars van der Haar · Países Bajos |
| Femenino  | Marianne Vos · Países Bajos | Katherine Compton Estados Unidos | Lucie Chainel Francia            |

### Masculino
| Puesto            | Ciclista          | País            | Tiempo  |
| ----------------- | ----------------- | --------------- | ------- |
| Medalla de oro    | Sven Nys          | Bélgica         | 1:05:35 |
| Medalla de plata  | Klaas Vantornout  | Bélgica         | 1:05:37 |
| Medalla de bronce | Lars van der Haar | Países Bajos    | 1:06:00 |
| 4                 | Bart Wellens      | Bélgica         | 1:06:16 |
| 5                 | Philipp Walsleben | Alemania        | 1:06:19 |
| 6                 | Julien Taramarcaz | Suiza           | 1:06:19 |
| 7                 | Radomír Šimůnek   | República Checa | 1:06:50 |
| 8                 | Niels Albert      | Bélgica         | 1:06:54 |

### Femenino
| Puesto            | Ciclista               | País            | Tiempo |
| ----------------- | ---------------------- | --------------- | ------ |
| Medalla de oro    | Marianne Vos           | Países Bajos    | 43:00  |
| Medalla de plata  | Katherine Compton      | Estados Unidos  | 44:34  |
| Medalla de bronce | Lucie Chainel          | Francia         | 45:10  |
| 4                 | Kateřina Nash          | República Checa | 45:12  |
| 5                 | Sanne van Paassen      | Países Bajos    | 45:15  |
| 6                 | Eva Lechner            | Italia          | 45:17  |
| 7                 | Jasmin Egger-Achermann | Suiza           | 45:36  |
| 8                 | Sabrina Stultiens      | Países Bajos    | 46:06  |

## Medallero
| Núm. | País           | Oro | Plata | Bronce | Total |
| ---- | -------------- | --- | ----- | ------ | ----- |
| 1    | Bélgica        | 1   | 1     | 0      | 2     |
| 2    | Países Bajos   | 1   | 0     | 1      | 2     |
| 3    | Estados Unidos | 0   | 1     | 0      | 1     |
| 4    | Francia        | 0   | 0     | 1      | 1     |
|      | TOTAL          | 2   | 2     | 2      | 6     |